# 寧堡 (內布拉斯加州)
寧堡（英語：Nimburg）是位於美國內布拉斯加州巴特勒縣的非建制地區。

## 歷史
寧堡的郵局於1888年設立，其後於1895年停運。

## 地理
寧堡所處的海拔為高於海平面436米（即1431英呎），而該地所採用的時區為UTC-6，即北美中部时区（CST）。同時該地設有夏令時間，為UTC-6調快一小時，即UTC-5（CDT）。